# الغواصة الألمانية فئة يو 139
الغواصة الألمانية فئة يو 139، المصنفة أصلاً «المشروع 46» ، كانت عبارة عن فئة كبيرة من يو بوت الطويلة المدى التي بنيت خلال الحرب العالمية الأولى لتعمل لدى البحرية الإمبراطورية الألمانية . 

## وصف
تم طلب ثلاثة طرادات كبيرة من طراز يو من الفئة 139،انتجتها شركة فريدريش كروب بمدينة كيل، في أغسطس 1916. بلغت سرعتها على السطح 15 عقدة (28 كم/س؛ 17 ميل/س)، وسلحت ب24 طوربيد وبندقيتين عيار 15 سم على سطحها. كان الهدف من هذه الفئة الاستيلاء على السفن التجارية أو تدميرها ؛ وقد سمحت لهم البنادق ذات العيار الكبير والسرعة العالية نسبيا على الإطلاق الموجودة على سطح الغوصة بتبادل النيران حتى مع السفن التجارية المسلحة. 

## الخدمات
تم إرسال الغواصات من النوع 139 في مهام بعيدة المدى، جنوبًا عبر خط الاستواء، وإلى الغرب عبر المحيط الأطلسي. 

## قائمة نوع الغواصات U 139
تم بناء ثلاث غواصات من النوع يو 139 وتم تكليفها جميعًا في البحرية الألمانية. 
- يو-139 (Kapitänleutnant Schweiger)[1]
- يو-140 (Kapitänleutnant Weddigen)[1]
- U-141[1]

## روابط خارجية
- Helgason، Guðmundur. "WWI U-boat Types: Type U 139". German and Austrian U-boats of World War I - Kaiserliche Marine - Uboat.net. اطلع عليه بتاريخ 2009-04-10.

1. 1 2 3 4  Gröner 1991.